# Nová pravice (Dánsko)

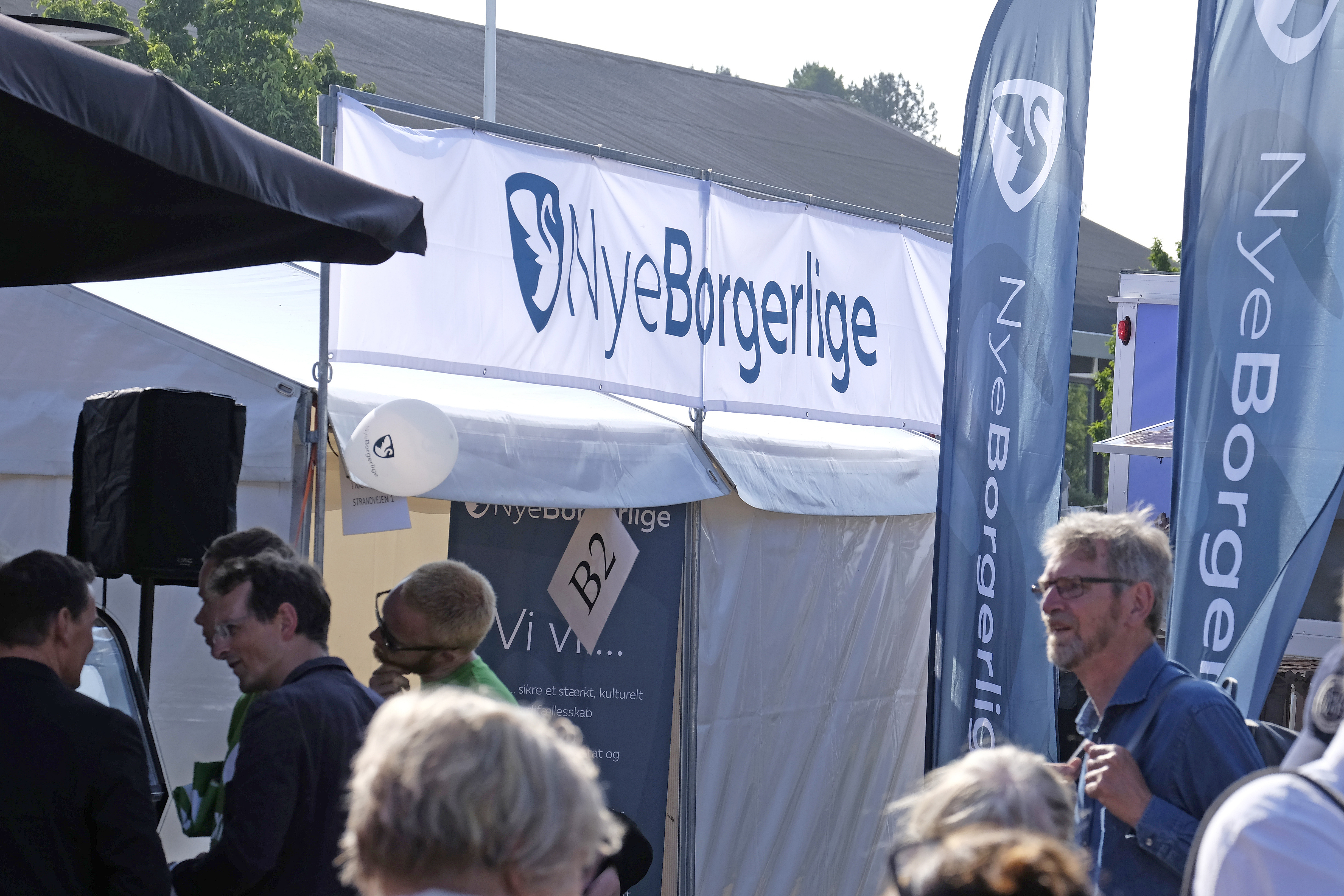
Stánek s logem dánské strany Nye Borgerlige

Nová pravice (dánsky Nye Borgerlige) je dánská politická strana, jež vznikla v září roku 2016 oddělením od Konzervativní lidové strany. Strana se zasazuje o vystoupení země z Evropské unie a o tvrdší přístup k imigrantům. Předsedou strany je Lars Boje Mathiesen.
Jejím programovým konkurentem je místní Dánská lidová strana.